# Weinmannia spiraeoides
Espèce
Statut de conservation UICN

 EX  : Éteint
Weinmannia spiraeoides est une espèce de plantes de la famille des Cunoniaceae.

## Publication originale
- United States Exploring Expedition 1: 677. 1854.